# Aethalodes
Aethalodes is een kevergeslacht uit de familie van de boktorren (Cerambycidae). De wetenschappelijke naam van het geslacht werd voor het eerst geldig gepubliceerd in 1888 door Gahan.

## Soorten
Aethalodes is monotypisch en omvat slechts de volgende soort:
- Aethalodes verrucosus Gahan, 1888